# Hajk Andreasjan
Hajk Andreasjan, orm. Հայկ Անդրեասյան, ros. Гайк Аршакович Андриасян (Андриасов), Gajk Arszakowicz Andriasian (Andriasow) (ur. 18 kwietnia 1914 w Baku, Imperium Rosyjskie, zm. 4 marca 1971 w Erywaniu, Armeńska SRR) – ormiański piłkarz, grający na pozycji napastnika, trener piłkarski.

## Kariera piłkarska
W 1930 rozpoczął karierę piłkarską w drużynie Dinamo Baku, a w 1933 przeniósł się do klubu Lokomotiv Baku. Latem 1937 został zaproszony do Lokomotiwu Moskwa. Na początku 1939 przeszedł do Spartaka Erywań, który po zakończeniu II wojny światowej zmienił nazwę na Dinamo Erywań. W erywańskim zespole pełnił funkcję kapitana drużyny i zakończył karierę piłkarza w roku 1949.

## Kariera trenerska
Jeszcze będąc piłkarzem rozpoczął pracę szkoleniowca. Od początku 1948 do 9 czerwca 1949 łączył również funkcje trenerskie w Dinamo Erywań. W 1952 ponownie został na czele Dinama Erywań, który potem powrócił do nazwy Spartak Erywań. Od czerwca 1955 do września 1956 roku prowadził Charczowyk Odessa. W 1957 po raz kolejny trenował Spartak Erywań. W 1959 został zaproszony do kierowania klubem Szirak Leninakan, a w 1961 ponownie do Spartaka Erywań. Od 15 sierpnia do końca 1962 roku pracował na stanowisku głównego trenera Łokomotywu Winnica, a od nowego roku znowu na czele erywańskiego klubu, który już nazywał się Ararat Erywań. 28 września 1963 został zwolniony z zajmowanego stanowiska, ale długo bez pracy nie był i w 1964 trenował Lernagorc Kapan. Potem wrócił do prowadzenia Szirak Leninakan, z przerwą w latach 1967-1968 kiedy to kierował Sewanem Hoktemberjan.
4 marca 1971 zmarł w Erywaniu w wieku 56 lat.

## Sukcesy i odznaczenia

### Sukcesy piłkarskie
Dinamo Erywań
- mistrz Armeńskiej SRR: 1936

### Odznaczenia
- tytuł Zasłużonego Trenera Armeńskiej SRR: 1962